# Steliano Filip
Steliano Filip (Buzău, 15 de maio de 1994) é um futebolista profissional romeno que atua como meia, atualmente defende o Dinamo București.

## Carreira
Steliano Filip fez parte do elenco da Seleção Romena de Futebol da Eurocopa de 2016.